# Coup de tête (roman)
Coup de tête (Until Temptation Do Us Part) est un roman policier de l’écrivain australien Carter Brown publié en 1967 en Australie et aux États-Unis. 
Le roman est traduit en français en 1967 dans la Série noire. La traduction, prétendument "de l'américain", est signée Madeleine Charvet. C'est une des nombreuses aventures du lieutenant Al Wheeler, bras droit du shérif Lavers dans la ville californienne fictive de Pine City ; la vingt-neuvième traduite aux Éditions Gallimard. Le héros est aussi le narrateur.

## Résumé
Dans sa bibliothèque de sa vaste demeure, Nick Kutter, promoteur immobilier, a eu le crâne défoncé par sa propre tête, du moins par l'effigie en bronze de celle-ci. Seules son épouse et la femme de chambre, qui n'ont rien entendu, étaient alors à la maison, mais la porte était ouverte. Le promoteur s'était attiré de solides inimitiés parmi ses concurrents, et son frère George récupère à bon compte les parts de la victime dans l'entreprise. Al Wheeler découvre aussi que trois des respectables dames de cette affaire sont d'anciennes call-girls qui ont exercé leurs talents ensemble dans une autre ville. Cela fait beaucoup de pistes, qui s'entremêlent à Santa Bahia, d'où vient également un jeune voyou qui ne rêve que d'abattre un flic...

## Personnages
- Al Wheeler, lieutenant enquêteur au bureau du shérif de Pine City.
- Le shérif Lavers.
- Annabelle Jackson, secrétaire du shérif.
- Doc Murphy, médecin légiste.
- Ed Sanger, du laboratoire criminel.
- Le sergent Polnik.
- Miriam Kutter, épouse de la victime.
- Toni Morris, sa femme de chambre.
- George Kutter, frère de la victime.
- Eve Kutter, son épouse.
- Mick Donavan, promoteur immobilier et constructeur.
- Lisa Landau, riche veuve, ex-maîtresse de Nick Kutter.
- Burt Evans, promoteur immobilier et constructeur.
- Merle, sa compagne.
- Lennie Silver, assistant personnel de Burt Evans.
- Don Schell, lieutenant de la police de Santa Bahia.
- Charlie Prahan, ancien policier à Santa Bahia.

## Édition
- Série noire no 1161, 1967,  (ISBN 2070481611). Réédition : Carré noir no 300 (1979),  (ISBN 2070433005).

## Autour du livre
Dans le chapitre IV, Al Wheeler fait allusion à Dale Carnegie, sans note de la traductrice : il s'agit de l'auteur de Comment se faire des amis.
Par ailleurs, à la suite de la destruction de sa Jaguar évoquée dans Call-girl serenade,  Al Wheeler revient à l'Austin-Healey 3000, achetée neuve cette fois.